# Leptosia wigginsi
Leptosia wigginsi är en fjärilsart som först beskrevs av Dixey 1915.  Leptosia wigginsi ingår i släktet Leptosia och familjen vitfjärilar. Inga underarter finns listade i Catalogue of Life.